# 염혜원
염혜원은 대한민국 그림책 작가이다. 서울대학교 서양화과를 졸업하고 같은 학교 대학원에서 판화를 공부했으며, 뉴욕 스쿨 오브 비주얼 아트에서 일러스트레이션을 공부했다. 대표작으로 <어젯밤에 뭐했니?>, <너무너무 무서울 때 읽는 책>, <쌍둥이는 너무 좋아>, <수영장 가는 날> 등이 있다. 염혜원은 에즈락 잭 키츠 신인상(Ezra Jack Keats New Illustrator Award), 샬롯 졸로토우(Charlotte Zolotow Award) 등을 수상했다. 지금은 브루클린에 살면서 그림책 작업을 활발하게 하고 있다.

## 생애
염혜원은 손가락 빠는 습관 때문에 엄마 손에 이끌려 미술학원을 다니게 되고 그림을 처음으로 그리게 되었다. 그림 그리는 것이 재미 있었고 자연스럽게 화가를 꿈꾸게 되었다고 한다. 그녀는 서울대학교에서 서양화과를 졸업하고 같은 학교 대학원에서 판화를 공부했으며, 당시 출판사에 근무하던 선배의 권유로 어린이책 삽화를 처음 그리게 되었다. 결혼하고 출산한 뒤 미국 뉴욕 SVA(School of Visual Art)에서 일러스트레이션을 공부했다. 육아와 공부를 병행하면서 2009년에 SVA 졸업작이자 그녀의 첫 창작 그림책 <어젯밤에 뭐했니?(Last Night)> 가 출간되었다. <어젯밤에 뭐했니?>로 염혜원은 볼로냐 라가치 픽션 부문 우수상을 수상했고 이 후 에즈라 잭 키츠 상, 샬롯 졸로트 상도 받았다.

## 커리어
염혜원은 서울대학교에서 학부와 대학원을 걸쳐 SVA에서 졸업한 뒤 브루클린에 살면서 그림책 작업을 활발하게 하고 있다. 2009년에 출간한 <어젯밤에 뭐했니?>는 한국어, 프랑스어, 포르투갈어로 번역되어 출간했고 볼로냐 라가치 픽션 부문 우수상을 받았다. 2011년 출간한 <쌍둥이는 너무 좋아>는 미국학교도서관저널(School Library Journal)에서 최고의 그림책으로 언급했고, 올해의 최고 어린이 책(Best Children’s Books of the Year)에 선정되었으며 많은 호평을 받았다. <야호! 오늘은 유치원 가는 날!>는 2013년에 출간하자 에즈락 잭 키츠 어워드에서 신인상 받았고 <물웅덩이로 참방!>는 미국 아시아 태평양 도서관 사서 협회 선정 문학상(APALA)을 수상했으며 <수영장에 가는날>는 샤롯 졸로트 상을 받았다. 염혜원은 본인의 창작 그림책 외에 Emily Jenkins , Avery Corman 등 작가와의  협업작업을 통해서도 자신의 그림 세계를 보여주고 있다.

## 스타일
염혜원은 일상 소재를 활용하고 개인 경험을 소재로 해서 자연스러운 이야기를 만들어서 그림책을 창작한다. <쌍둥이는 너무 좋아>(2011)는 쌍둥이인 그녀의 어린 시절 이야기를 담아내 자매 사이의 미묘한 심리 갈등이 그림에 실감 나게 묻어났다. <수영장에 가는날>(2018)는 그녀가 수영장에 처음 갔을 때의 심리적인 변화를 그려냈고, <으르렁 소아과>(2022)는 어릴 적 소아과에서의 개인적 경험과 육아 과정에서의 경험으로 이야기를 만들었다. 염혜원은 미국 다문화의 영향을 받아 작품에서 다양한 캐릭터를 담아내기 위해 노력하며 서로 나누고 존중하며 배우는 삶이 가장 중요한 점으로 여겨진다. 그녀의 그림책에서 다양한 인종의 아이들이 균형 있게 등장하고 인물들이 다채로운 성격을 가진다.

## 활동
- 2012 In the Studio An Exhibition Featuring Children’s book Illustrations, Dr. M. T. Geoffrey Yeh Art Gallery[12]
- 2011 Brooklyn Book Festival[13]

## 수상
- 2020 Golden Kite Award - Clever Little Witch
- 2019 Charlotte Zolotow Award Honor – <수영장 가는 날>Saturday Is Swimming Day[8]
- 2019 ALSC Notable Children’s Books - <수영장 가는 날> Saturday Is Swimming Day[14]
- 2017 CLEL Bell award - <물웅덩이로 참방!> Puddle[15]
- 2017 ALA Notable books – <물웅덩이로 참방!> Puddle[16]
- 2017 APALA – <물웅덩이로 참방!> Puddle[7]
- 2013 Ezra Jack Keats New Illustrator award - <야호! 오늘은 유치원 가는 날> Mom, It's My First Day of Kindergarten![6]
- 2012 Best Children’s Books for Family Literacy - <쌍둥이는 너무 좋아> The Twins' Blanket[17]
- 2012 Best Children’s Books of the Year - <쌍둥이는 너무 좋아> The Twins' Blanket[5]
- 2011 School Library Journal’s Best Picture Books - <쌍둥이는 너무 좋아> The Twins' Blanket[4]
- 2010 Winner of Society of illustrators’ Founder’s Award – There are No Scary Wolves[18]
- 2009 Winner of the Golden Kite Award – <어젯밤에 뭐했니?> Last Night[19]
- 2009 A Fiction Honorable Mention for the Bologna Ragazzi award – <어젯밤에 뭐했니?> Last Night[2]